# Se tutto va bene siamo rovinati
Se tutto va bene siamo rovinati è una commedia erotica all'italiana del 1984 diretta da Sergio Martino e interpretata dal duo comico Gigi e Andrea.
Il titolo del film è ispirato ad un modo di dire diffuso per evidenziare ironicamente una situazione che, nonostante le buone premesse, condurrà verosimilmente alla rovina.

## Trama
Andrea, un malato mentale apparentemente guarito, lascia l'ospedale psichiatrico di Rimini per raggiungere Gigi a Roma, un altro ex malato di mente che si offre di ospitarlo presso la propria zia, una anziana signora bigotta e sorda. I due si mettono a cercare un lavoro, e aiutati dalla ragazza di Gigi, trovano una sistemazione presso un laboratorio chimico come addetti alla raccolta di urina di donne incinte. Durante una delle frequenti uscite, incontrano una ragazza, Celeste, che si trova in difficoltà e che familiarizza subito con i due, chiedendo loro ospitalità; decidono così di andare a vivere tutti presso la zia, cercando naturalmente di tenere all'oscuro la vecchia signora, che non accetterebbe mai questa presenza nella propria casa. I due uomini riescono con uno stratagemma a far allontanare la zia per un certo periodo di tempo, ospitando così Celeste nella propria casa e avendo entrambi un rapporto sessuale con lei.
Accade però un imprevisto, infatti compare sulla scena il fratello di Celeste, un noto gangster detto "il Rosso", che da poco ha compiuto una rapina. Questi, convinto che la propria sorella gli abbia sottratto il bottino, e braccato dalla polizia, si chiude anch'esso in casa dei due protagonisti, minacciandoli e malmenandoli continuamente. Il bottino nascosto viene scoperto da un altro gangster italo-americano che però durante la ricerca in casa di Gigi e Andrea muore. I due, d'accordo con la ragazza e momentaneamente lasciati dal fratello di quest'ultima, decidono di disfarsi del cadavere e di far ritorno al manicomio visto che lì conducevano una vita, tutto sommato, più tranquilla.
Rocambolescamente riescono nell'intento, non prima però di aver affrontato e sconfitto, con l'aiuto degli altri pazienti del manicomio, la banda che faceva capo al gangster morto. Celeste, tuttavia, viene portata in prigione. Dopo qualche tempo i tre si rincontrano davanti al carcere femminile, Celeste libera e incinta, Gigi e Andrea completamente guariti; allegramente decidono di continuare a vivere insieme.

## Distribuzione
La pellicola è stata distribuita nelle sale cinematografiche italiane il 2 febbraio 1984.

## Accoglienza

### Critica
Al di sotto anche della media dei film interpretati dal duo di comici bolognesi (P. Mereghetti - Dizionario dei film).